# Renomear (álgebra relacional)
Na álgebra relacional, o operador de renomeação é utilizado para alterar o nome das colunas de uma tabela. Utilizado para relacionamentos onde possam surgir nomes iguais para as colunas, como num relacionamento da tabela com ela mesma.

## Sintaxe
```
ρ
(c
1
, c
2
, ..., c
n
)
 R
```

Onde c são os novos nomes das colunas e R é a relação.

## Exemplo
Relação R:
| x  | y  | z  |
| -- | -- | -- |
| 65 | 45 | 87 |
| 42 | 28 | 92 |

ρ(a, b, c) R:
| a  | b  | c  |
| -- | -- | -- |
| 65 | 45 | 87 |
| 42 | 28 | 92 |

## Exemplo em SQL
O exemplo acima, em SQL, ficaria assim:
```
SELECT x as a, y as b, z as c FROM R
```